# 小韋爾峰
46°39′57.2″N 8°09′03.7″E / 46.665889°N 8.151028°E
小韋爾峰（德語：Kleines Wellhorn）是瑞士伯恩州的山峰，位於該國南部，屬於伯尔尼山的一部分，處於韋爾峰以北，海拔高度2,701米。

## 外部連結
- Klein Wellhorn on Hikr （页面存档备份，存于）